# Ernst Baylon
Ernest Laurenz Matthäus Baylon, detto Ernst (Vienna, 21 ottobre 1903 – ottobre 1975), è stato uno schermidore austriaco, vincitore di una medaglia d'argento e due di bronzo ai Campionati Internazionali di scherma.